# Canton de la Vallée de la Barousse
Le canton de la Vallée de la Barousse est une circonscription électorale française du département des Hautes-Pyrénées.

## Histoire
Un nouveau découpage territorial des Hautes-Pyrénées entre en vigueur à l'occasion des élections départementales de 2015. Il est défini par le décret du 25 février 2014, en application des lois du 17 mai 2013 (loi organique 2013-402 et loi 2013-403). Les conseillers départementaux sont, à compter de ces élections, élus au scrutin majoritaire binominal mixte. Les électeurs de chaque canton élisent au Conseil départemental, nouvelle appellation du Conseil général, deux membres de sexe différent, qui se présentent en binôme de candidats. Les conseillers départementaux sont élus pour 6 ans au scrutin binominal majoritaire à deux tours, l'accès au second tour nécessitant 12,5 % des inscrits au 1er tour. En outre la totalité des conseillers départementaux est renouvelée. Ce nouveau mode de scrutin nécessite un redécoupage des cantons dont le nombre est divisé par deux avec arrondi à l'unité impaire supérieure si ce nombre n'est pas entier impair, assorti de conditions de seuils minimaux. Dans les Hautes-Pyrénées, le nombre de cantons passe ainsi de 34 à 17.
Le canton de la Vallée de la Barousse est formé de communes des anciens cantons de Saint-Laurent-de-Neste (18 communes), de Mauléon-Barousse (25 communes), de Castelnau-Magnoac (1 commune) et de Lannemezan (8 communes). Avec ce redécoupage administratif, le territoire du canton s'affranchit des limites d'arrondissements, avec 51 communes incluses dans l'arrondissement de Bagnères-de-Bigorre et une dans celui de Tarbes. Le bureau centralisateur est situé à Lannemezan.

## Représentation
| Période élective | Période élective | Mandat | Mandat   | Identité        | Nuance | Nuance | Qualité |
| ---------------- | ---------------- | ------ | -------- | --------------- | ------ | ------ | --- |
| 2015             | 2021             | 2015   | 2021     | Laurent Lages   |        | PRG    | Conseiller municipal de Lannemezan (depuis 2001) Président du groupe Radicaux de gauche et apparentés Vice-Président du Conseil départemental chargé des finances        |
| 2015             | 2021             | 2015   | 2021     | Pascale Peraldi |        | PRG    | Ancienne attachée parlementaire de François Fortassin Conseillère régionale 11ème Vice-Président du Conseil départemental chargée du patrimoine immobilier départemental |
| 2021             | 2028             | 2021   | en cours | Laurent Lages   |        | PRG    | Conseiller municipal de Lannemezan 2ème Vice-Président du Conseil départemental                                                                                          |
| 2021             | 2028             | 2021   | en cours | Pascale Péraldi |        | PRG    | Conseillère régionale 7ème Vice-Présidente du conseil départemental |

### Résultats détaillés

#### Élections de mars 2015
À l'issue du 1er tour des élections départementales de 2015, deux binômes sont en ballottage : Josette Durrieu et Alain Piaser (PS, 36,3 %) et Laurent Lages et Pascale Peraldi (PRG, 29 %). Le taux de participation est de 58,96 % (7 020 votants sur 11 907 inscrits) contre 54,65 % au niveau départemental et 50,17 % au niveau national.
Au second tour, Laurent Lages et Pascale Peraldi (PRG) sont élus avec 52,67 % des suffrages exprimés et un taux de participation de 62,06 % (3 482 voix pour 7 390 votants et 11 907 inscrits).

#### Élections de juin 2021
Le premier tour des élections départementales de 2021 est marqué par un très faible taux de participation (33,26 % au niveau national). Dans le canton de la Vallée de la Barousse, ce taux de participation est de 43,81 % (5 143 votants sur 11 740 inscrits) contre 39,47 % au niveau départemental. À l'issue de ce premier tour, deux binômes sont en ballottage : Laurent Lages et Pascale Péraldi (PRG, 51,73 %) et Bernard Plano et Valérie Pomies (PS, 38,61 %).
Le second tour des élections est marqué une nouvelle fois par une abstention massive équivalente au premier tour. Les taux de participation sont de 34,36 % au niveau national, 39,92 % dans le département et 48,22 % dans le canton de la Vallée de la Barousse. Laurent Lages et Pascale Péraldi (PRG) sont élus avec 57,19 % des suffrages exprimés (3 006 voix pour 5 662 votants et 11 741 inscrits),,.

## Composition
Le canton de la Vallée de la Barousse comprend cinquante-deux communes entières.
| Nom                                | Code Insee | Intercommunalité            | Superficie (km2) | Population (dernière pop. légale) | Densité (hab./km2) | Modifier                                    |
| ---------------------------------- | ---------- | --------------------------- | ---------------- | --------------------------------- | ------------------ | ------------------------------------------- |
| Lannemezan (bureau centralisateur) | 65258      | CC du Plateau de Lannemezan | 19,03            | 5 810 (2022)                      | 305                | modifier les données · modifier les données |
| Anères                             | 65009      | CC Neste Barousse           | 2,66             | 168 (2022)                        | 63                 | modifier les données · modifier les données |
| Anla                               | 65012      | CC Neste Barousse           | 2,85             | 82 (2022)                         | 29                 | modifier les données · modifier les données |
| Antichan                           | 65014      | CC Neste Barousse           | 1,19             | 40 (2022)                         | 34                 | modifier les données · modifier les données |
| Arné                               | 65028      | CC du Plateau de Lannemezan | 8,34             | 182 (2022)                        | 22                 | modifier les données · modifier les données |
| Aventignan                         | 65051      | CC Neste Barousse           | 5,22             | 207 (2022)                        | 40                 | modifier les données · modifier les données |
| Aveux                              | 65053      | CC Neste Barousse           | 3,08             | 41 (2022)                         | 13                 | modifier les données · modifier les données |
| Bertren                            | 65087      | CC Neste Barousse           | 2,66             | 155 (2022)                        | 58                 | modifier les données · modifier les données |
| Bize                               | 65093      | CC Neste Barousse           | 12,96            | 208 (2022)                        | 16                 | modifier les données · modifier les données |
| Bizous                             | 65094      | CC Neste Barousse           | 3,18             | 128 (2022)                        | 40                 | modifier les données · modifier les données |
| Bramevaque                         | 65109      | CC Neste Barousse           | 3,77             | 30 (2022)                         | 8,0                | modifier les données · modifier les données |
| Campistrous                        | 65125      | CC du Plateau de Lannemezan | 10,12            | 314 (2022)                        | 31                 | modifier les données · modifier les données |
| Cantaous                           | 65482      | CC Neste Barousse           | 5,68             | 433 (2022)                        | 76                 | modifier les données · modifier les données |
| Cazarilh                           | 65139      | CC Neste Barousse           | 3,06             | 58 (2022)                         | 19                 | modifier les données · modifier les données |
| Clarens                            | 65150      | CC du Plateau de Lannemezan | 11,30            | 502 (2022)                        | 44                 | modifier les données · modifier les données |
| Créchets                           | 65154      | CC Neste Barousse           | 0,97             | 46 (2022)                         | 47                 | modifier les données · modifier les données |
| Esbareich                          | 65158      | CC Neste Barousse           | 8,68             | 79 (2022)                         | 9,1                | modifier les données · modifier les données |
| Ferrère                            | 65175      | CC Neste Barousse           | 57,56            | 38 (2022)                         | 0,66               | modifier les données · modifier les données |
| Gaudent                            | 65186      | CC Neste Barousse           | 1,57             | 38 (2022)                         | 24                 | modifier les données · modifier les données |
| Gembrie                            | 65193      | CC Neste Barousse           | 1,00             | 91 (2022)                         | 91                 | modifier les données · modifier les données |
| Générest                           | 65194      | CC Neste Barousse           | 11,83            | 93 (2022)                         | 7,9                | modifier les données · modifier les données |
| Hautaget                           | 65217      | CC Neste Barousse           | 1,35             | 60 (2022)                         | 44                 | modifier les données · modifier les données |
| Ilheu                              | 65229      | CC Neste Barousse           | 2,01             | 53 (2022)                         | 26                 | modifier les données · modifier les données |
| Izaourt                            | 65230      | CC Neste Barousse           | 2,41             | 257 (2022)                        | 107                | modifier les données · modifier les données |
| Lagrange                           | 65245      | CC du Plateau de Lannemezan | 3,58             | 255 (2022)                        | 71                 | modifier les données · modifier les données |
| Lombrès                            | 65277      | CC Neste Barousse           | 1,42             | 90 (2022)                         | 63                 | modifier les données · modifier les données |
| Loures-Barousse                    | 65287      | CC Neste Barousse           | 2,16             | 653 (2022)                        | 302                | modifier les données · modifier les données |
| Mauléon-Barousse                   | 65305      | CC Neste Barousse           | 5,49             | 103 (2022)                        | 19                 | modifier les données · modifier les données |
| Mazères-de-Neste                   | 65307      | CC Neste Barousse           | 3,36             | 346 (2022)                        | 103                | modifier les données · modifier les données |
| Montégut                           | 65319      | CC Neste Barousse           | 6,94             | 128 (2022)                        | 18                 | modifier les données · modifier les données |
| Montsérié                          | 65323      | CC Neste Barousse           | 2,25             | 73 (2022)                         | 32                 | modifier les données · modifier les données |
| Nestier                            | 65327      | CC Neste Barousse           | 4,94             | 203 (2022)                        | 41                 | modifier les données · modifier les données |
| Nistos                             | 65329      | CC Neste Barousse           | 32,59            | 210 (2022)                        | 6,4                | modifier les données · modifier les données |
| Ourde                              | 65347      | CC Neste Barousse           | 5,60             | 48 (2022)                         | 8,6                | modifier les données · modifier les données |
| Pinas                              | 65363      | CC du Plateau de Lannemezan | 5,93             | 445 (2022)                        | 75                 | modifier les données · modifier les données |
| Réjaumont                          | 65377      | CC du Plateau de Lannemezan | 6,70             | 150 (2022)                        | 22                 | modifier les données · modifier les données |
| Sacoué                             | 65382      | CC Neste Barousse           | 13,14            | 84 (2022)                         | 6,4                | modifier les données · modifier les données |
| Saint-Laurent-de-Neste             | 65389      | CC Neste Barousse           | 10,41            | 960 (2022)                        | 92                 | modifier les données · modifier les données |
| Saint-Paul                         | 65394      | CC Neste Barousse           | 6,85             | 322 (2022)                        | 47                 | modifier les données · modifier les données |
| Sainte-Marie                       | 65391      | CC Neste Barousse           | 0,28             | 59 (2022)                         | 211                | modifier les données · modifier les données |
| Saléchan                           | 65398      | CC Neste Barousse           | 4,10             | 243 (2022)                        | 59                 | modifier les données · modifier les données |
| Samuran                            | 65402      | CC Neste Barousse           | 2,55             | 26 (2022)                         | 10                 | modifier les données · modifier les données |
| Sarp                               | 65407      | CC Neste Barousse           | 1,82             | 106 (2022)                        | 58                 | modifier les données · modifier les données |
| Seich                              | 65416      | CC Neste Barousse           | 7,17             | 88 (2022)                         | 12                 | modifier les données · modifier les données |
| Siradan                            | 65427      | CC Neste Barousse           | 2,74             | 287 (2022)                        | 105                | modifier les données · modifier les données |
| Sost                               | 65431      | CC Neste Barousse           | 32,05            | 99 (2022)                         | 3,1                | modifier les données · modifier les données |
| Tajan                              | 65437      | CC du Plateau de Lannemezan | 4,93             | 136 (2022)                        | 28                 | modifier les données · modifier les données |
| Thèbe                              | 65441      | CC Neste Barousse           | 7,60             | 91 (2022)                         | 12                 | modifier les données · modifier les données |
| Tibiran-Jaunac                     | 65444      | CC Neste Barousse           | 6,38             | 330 (2022)                        | 52                 | modifier les données · modifier les données |
| Troubat                            | 65453      | CC Neste Barousse           | 2,79             | 75 (2022)                         | 27                 | modifier les données · modifier les données |
| Tuzaguet                           | 65455      | CC Neste Barousse           | 7,72             | 425 (2022)                        | 55                 | modifier les données · modifier les données |
| Uglas                              | 65456      | CC du Plateau de Lannemezan | 8,54             | 274 (2022)                        | 32                 | modifier les données · modifier les données |
| Canton de la Vallée de la Barousse | 6515       |                             | 382,51           | 15 422 (2022)                     | 40                 | modifier les données                        |

## Démographie
En 2022, le canton comptait 15 422 habitants, en évolution de −0,03 % par rapport à 2016 (Hautes-Pyrénées : +1,59 %, France hors Mayotte : +2,11 %).
| 2013   | 2018   | 2022   |
| ------ | ------ | ------ |
| 15 478 | 15 340 | 15 422 |